# Fortifications de Vesoul
Les fortifications de Vesoul sont un ensemble d'ouvrages défensifs qui a existé dans la cité de Vesoul (Haute-Saône). En raison des nombreux sièges qu'a subit la ville, les fortifications de Vesoul ont de nombreuses fois été détruites puis reconstruites au cours des siècles. Cependant, ces fortifications ont aujourd'hui presque toutes complètement disparues.

## Liste des fortifications

### Tours et forts
- Tour Margillet (ou Margillez) : située au sud-est de la cité, à proximité de l'actuelle emplacement la colonne commémorative des Mobiles de la Haute-Saône sur la place de la République, elle avait une circonférence de douze toises. Elle fut démolie en 1479 et fut remplacée par la Tour Neuve[1],[2].
- Loge des Arbalétriers : située au sud-ouest de la cité, entre la porte-Basse et la tour des Morts, cette tourelle constituait l'arsenal de Vesoul
- Tour de Coulevon : cette tour était la plus septentrionale de la cité, située dans la direction du village de Coulevon. La tour de Coulevon se trouvait à proximité de la tour Patet[3].
- Tour de Colombe : située à l'intersection de la rue du Palais et de la rue Saint-Georges[3].
- Tour Patet (ou Pater) : située entre la Porte-Haute et la tour de Coulevon[3],[2].
- Tour des Morts : localisée dans l'actuelle rue Roger-Salengro, elle marquait l'entrée Ouest de la cité. Elle tient son nom de la rue Salengro qui portait autrefois le nom de rue des Morts, en référence aux défenseurs de la ville qui ont péris lors du siège de 1479. Cette tour servait aussi d'habitation.
- Fort Notre-Dame, construit au XVIIe siècle, située à proximité de l'actuelle rue du Fort, au bord du canal de la Périlleuse
- Tour de Vaivre :
- Tour Renaudin : cette tour se trouvait à 80 mètres de la porte de Jérusalem[3].

### Portes
Les portes de ville qui ceinturaient la cité, ont toutes été détruites entre 1765 et 1800.
- Porte-Haute, située dans l'actuelle rue Baron-Bouvier, étaient l'une deux plus importantes portes de la cité avec la porte-Basse[3].
- Porte-Basse ou Porte de Navenne, située à l'intersection des actuelles rue Paul-Morel et rue Georges-Genoux[5].
- Porte-aux-Morts : cet ouvrage était situé à proximité de la tour des Morts[1].
- Porte-aux-Prêtres : cette structure se trouvait à l'Est de la cité et permettait de rejoindre le prieuré du Marteroy
- Porte Sant-Martin : se trouvait dans l'actuelle rue de la Préfecture
- Porte de Jérusalem : porte qui a été murée puis remplacée par la porte de Vaivre[1].
- Porte de Vaivre ou Porte de Pusey : construite en 1760

### Murailles

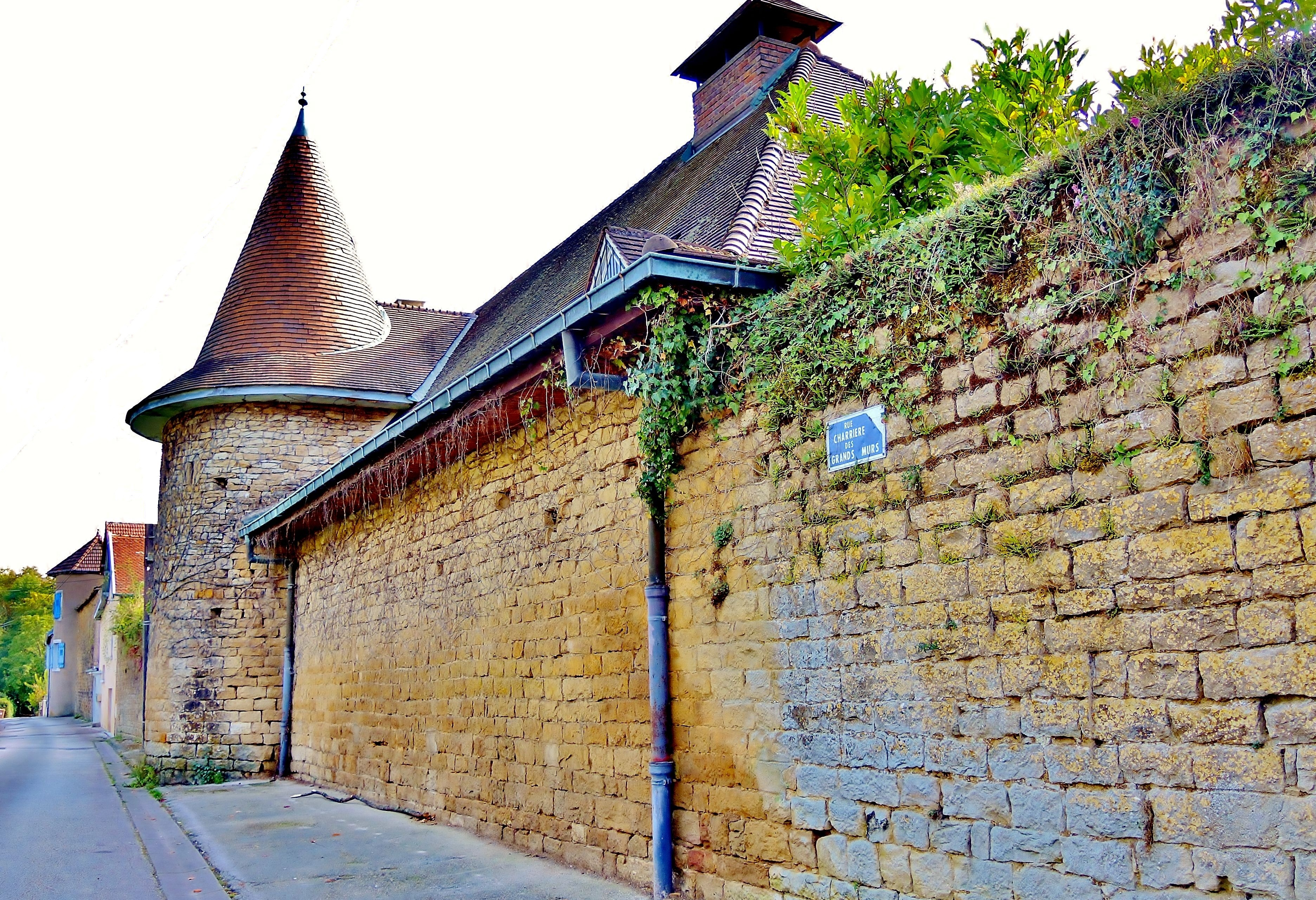
La muraille des Annonciades et une tourelle

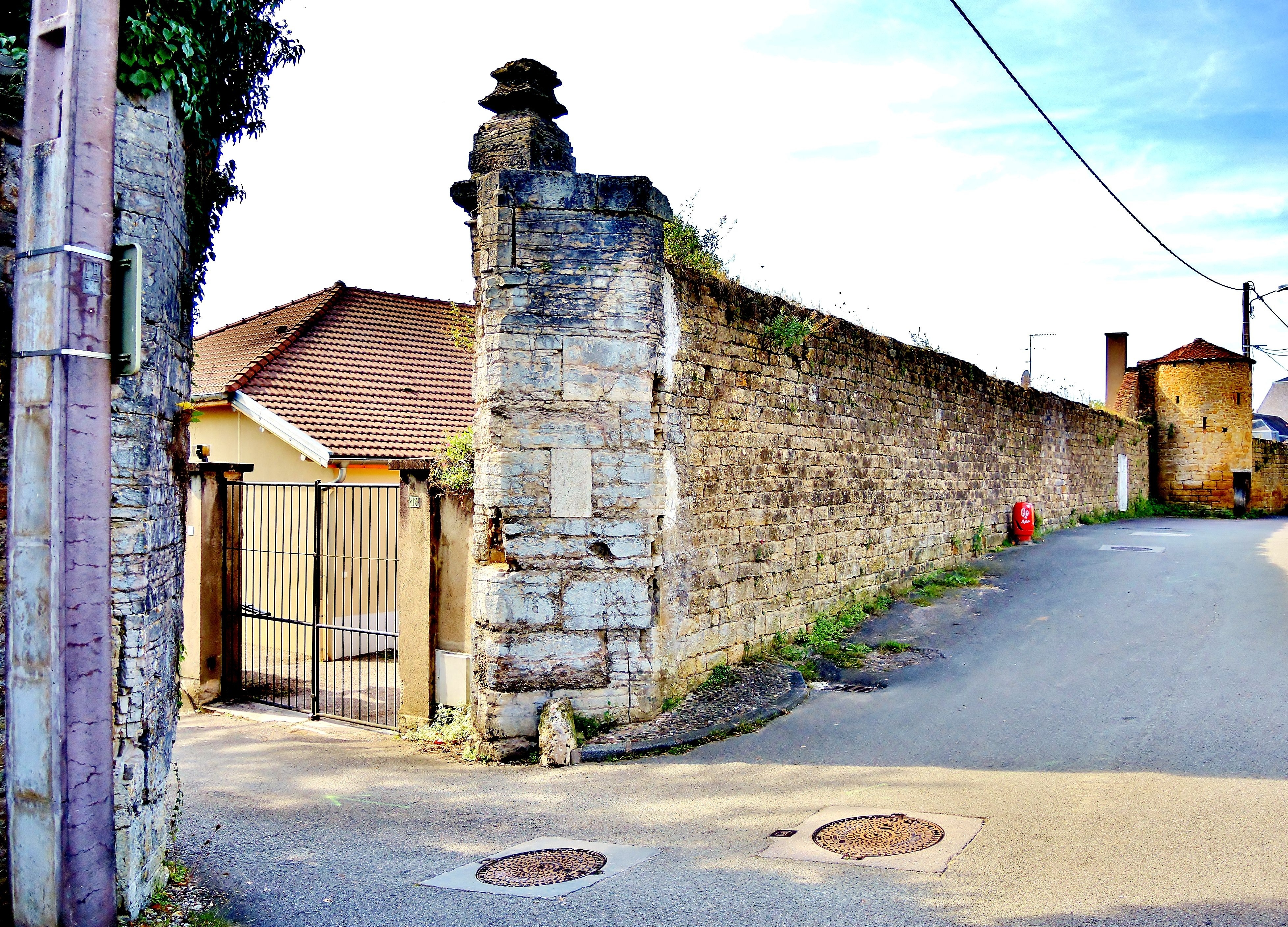
Porte d'accès de la muraille

- Muraille des Annonciades : cette muraille construite en 1724 entourait le couvent des Annonciades. La muraille, doté de tourelles et de différents ouvrages défensifs, existe encore et constitue l'un des seuls ouvrages militaires de la ville encore debout.

### Ponts-levis
- Pont-levis de la porte-Basse : ce pont-levis se trouvait au sud et permettait de franchir le Pouilleuse[6].
- Pont-levis de la porte-Haute : cet ouvrage défensif protégait la ville dans la partie nord-est[6].